# Luci mie traditrici
Luci mie traditrici (en français, Lumières, mes traîtresses) est un opéra postmoderne en deux actes, composé par Salvatore Sciarrino de 1996 à 1998, sur un livret du compositeur d'après Il tradimento per l'onore de Giacinto Andrea Cicognini (1664).
Par son sujet, l'œuvre rend hommage au prince compositeur et assassin Carlo Gesualdo, dont la légende noire est attachée au double meurtre de son épouse Maria d'Avalos et de son amant Fabrizio Carafa. Musicalement, la partition reprend une Élégie de Claude Le Jeune dans le matériau musical des interludes.

## Composition

### Histoire
Les personnages principaux de l'opéra renvoient aux personnages historiques de Carlo Gesualdo, prince de Venosa, compositeur de madrigaux et de motets à l'écriture hors-norme, mais aussi assassin de son épouse adultère, Maria d'Avalos, dont la beauté était reconnue par les chroniqueurs de la fin du XVIe siècle. Dans la nuit du 16 au 17 octobre 1590, dans son palais de Naples, Gesualdo la poignarde à plusieurs reprises après avoir fait tuer son amant Fabrizio Carafa, duc d'Andria surpris en flagrant délit d'adultère. 
Selon Catherine Deutsch, « même si le vice-roi chercha à étouffer l'affaire, soit de son propre chef, soit poussé par les Gesualdo, ce double crime marqua profondément et durablement les esprits à Naples, en Italie et dans le reste de l'Europe ». Denis Morrier voit dans cette « affaire Gesualdo » le crime du siècle, qui établit définitivement la réputation du prince compositeur par « l'extraordinaire publicité » qui entoura son geste.
L'issue tragique de ses noces contribua à la postérité de Gesualdo, devenu le « compositeur meurtrier » de l'histoire de la musique, « le monstre torturé par sa conscience et par le spectre de sa femme ».

### Adaptation
Le livret du compositeur comme l'ouvrage qui lui a servi de modèle, Il tradimento per l'onore de Giacinto Andrea Cicognini publié en 1664, sont inspirés par cette légende noire,.
L'annonce de Gesualdo, l'opéra d'Alfred Schnittke composé en 1994 sur un livret de Richard Bletschacher, incite Sciarrino à se tourner vers la musique de Claude Le Jeune pour le matériau musical de ses interludes. Les esquisses déjà composées pour mezzo-soprano et ensemble instrumental, d'après deux madrigaux des Cinquième et Sixième livres et deux pièces de la musique instrumentale de Gesualdo — des « miettes tombées de cet opéra » selon Glenn Watkins — ont été reprises dans Le voci sottovetro, également en 1998.

## Présentation

### Argument

#### Acte I
Un matin, dans un jardin, le duc et la duchesse Malaspina se promènent et admirent les roses. La duchesse en cueille une et se pique, le duc s'évanouit à la vue du sang. Il reprend ses esprits, et débute une dispute amoureuse. Un serviteur, secrètement amoureux de la duchesse, les espionne alors qu'ils se jurent un amour éternel.
L'après-midi, dans le même jardin, un hôte et la duchesse tombent amoureux l'un de l'autre au premier regard. Tous deux savent quel va être leur destin, et pourtant ils ne peuvent résister à cet amour impossible. Cette fois encore, le serviteur caché observe la scène. Pour se venger de la duchesse, il révèle tout au duc. Celui-ci sera obligé de laver son déshonneur dans le sang et perdra pour toujours son amour.

#### Acte II
Comme la dernière scène de l'acte précédent, tout l'acte se déroule à l'intérieur du palais. Le visage sombre, le duc ne veut plus penser à la faute de son épouse mais uniquement à l'amour. La duchesse est séduite par la générosité de son mari. Plus tard, le duc la voit broder un oreiller et la prie d'y ajouter un cyprès. 
La nuit est tombée. La duchesse demande à son époux ce qui le trouble. Il lui répond de façon passionnée et irritée. Il règne dans la chambre une atmosphère inquiétante qui devient sinistre lorsque le duc demande à son épouse de s'approcher du lit et allume une torche. Il semble vouloir identifier un cadavre. La duchesse comprend et, comme une victime destinée au sacrifice, n'oppose aucune résistance. Ils découvrent le cadavre de l'hôte : « C'est votre épine, et c'est moi qui veux vous piquer » murmure le duc à sa femme, avant de la poignarder.

### Instrumentation
L'opéra est composé pour quatre voix solistes : soprano (la duchesse), contralto (l'hôte), ténor (le duc), baryton (le serviteur). L'orchestre comprend 2 flûtes (la 2e jouant aussi de la flûte alto), clarinette basse, 2 saxophones, 2 bassons, 2 trompettes en Ut, 2 trombones, percussions à deux exécutants, 2 premiers violons, 2 seconds violons, 2 altos, un violoncelle et une contrebasse.
L'écriture des instruments renvoie, selon les intentions du compositeur, à « une musique naturelle, écologique ou biologique » marquée par une imitation très riche et variée du chant des oiseaux.

## Création
Luci mie traditrici est créé le 19 mai 1998, sous le titre Die Tödliche Blume (La fleur mortelle), au Rokokotheater dans le cadre du festival de Schwetzingen avec l'Orchestre symphonique de la radio de Stuttgart dirigé par Pascal Rophé.

## Discographie
- Annette Stricker, Kai Wessel, Simon Jaunin, Otto Katzameier, Klangforum Wien, direction : Beat Furrer direttore, Kairos 2001, 0012222 KAI ;
- Ensemble Risognanze, direction : Tito Ceccherini, Stradivarius, 2003, STR 33645 ;
- Ensemble Algoritmo, Marco Angius, Stradivarius 2011, STR 33900 et dvd EuroArts, 2012, 5903.

### Monographies
- (fr) Denis Morrier, Carlo Gesualdo, Paris, Fayard, coll. « Mirare », 2003, 118 p. (ISBN 2-213-61464-4),
- (en) Glenn Watkins, The Gesualdo Hex : Music, Myth, and Memory, New York, W. W. Norton, 2010, 384 p. (ISBN 978-0-393-07102-3),
- (fr) Catherine Deutsch, Carlo Gesualdo, Paris, Bleu nuit éditeur, coll. « Horizons », 2010, 176 p. (ISBN 978-2-35884-012-5).